# NGC 3109
NGC 3109 је спирална галаксија у сазвежђу Хидра која се налази на NGC листи објеката дубоког неба.
Деклинација објекта је - 26° 9' 30" а ректасцензија 10h 3m 6,6s. Привидна величина (магнитуда) објекта NGC 3109 износи 9,8 а фотографска магнитуда 10,4. Налази се на удаљености од 1,285 милиона парсека од Сунца. NGC 3109 је још познат и под ознакама ESO 499-36, MCG -4-24-13, UGCA 194, DDO 236, AM 1000-255, PGC 29128.